# スカーピバーン
スカーピバーン (衛生区とも、สุขาภิบาล) はタイの廃止された
地方行政組織の一つ。

## 沿革
最初のスカーピバーンが設定されたのは1897年で、ラーマ5世（チュラーロンコーン）の勅命によってバンコクがスカーピバーンに制定された。これはイングランドやウェールズにあった、サニタリー・ディストリクトがモデルとなっているといわれる。
2番目のスカーピバーンはサムットサーコーン県のターチャロームで始まった。ターチャロームの住民が1905年自主的に募金を募り道路整備や清掃などの自治活動を行ったことがラーマ5世の目にとまり翌年に、ラーマ5世がターチャロームをスカーピバーンに定めた。財源はパーシー・ローンラーンと呼ばれる地元の店舗などからあがる税収であった。これらを本格的に制度化したものが1908年の『地方スカーピバーン設置法』でありまた1914年制定の『地方行政法』であった。この中ではスカーピバーンは規模の大きなものはムアン・スカーピバーンに、規模の小さなものはタムボン・スカーピバーンとされた。
この後1932年タイに立憲革命が起こり、新政権はテーサバーンをより重視したため、スカーピバーンは一時期忘れられた。またこの過程で、ムアン・スカーピバーンの多くはテーサバーンに組み込まれた。
その後、ピブーン政権時代の1952年、再び『スカーピバーン法』が制定され1968年の改正を経てスカーピバーンは1999年まで続いた。1999年『スカーピバーンをテーサバーンに昇格する法』が制定されスカーピバーンは消滅した。

## 機能
1968年『改訂スカーピバーン法』ではテーサバーンの人口密度条件を満たし、かつ人口が一万人以下の地域が内務省に許可され初めて成立する。法人資格を有し、地域内の郡（アンプー）長、警察署長、保健所長、カムナン（タムボン長）、プーヤイバーン（村長）、県知事に任命された郡（アンプー）の補佐官、プーヤイバーンから住民に選出されたもの4名が委員を編成し、自治にあたる。しかし、委員会のほとんどが役人であることから自治と言うよりも官主導という感覚がぬぐえなかった。